# Josef Meyr
Josef Meyr (* 1739 in Brünnl bei Gratzen; † 1829 in Winterberg), in der Schreibweise auch Joseph Meyr war ein Glasfabrikant in Böhmen, das zur Zeit seiner Geburt zum Heiligen Römischen Reich und im 19. Jahrhundert zum Kaisertum Österreich gehörte. Nach anderen Quellen, namentlich nach Angaben seines späteren Erben Wilhelm Kralik von Meyrswalden, wurde Josef Meyr bereits im Jahr 1731 geboren, was bedeuten würde, dass er 97-jährig verstorben ist, ein für die damalige Zeit sehr hohes Alter.

## Leben
Josef Meyr arbeitete sich vom einfachen Glasarbeiter zum Hüttenmeister empor. Ab 1765 arbeitete er in der Glashütte Schwarzthal bei Buchers, die er dann pachtete und 1771 die Glashütte Silberberg und 1795 die Glashütte in Sklenené Hute (Bonaventura) errichtete. Im Jahr 1801 gründete Josef Meyr zusammen mit seinem Sohn Johann Meyr (1775–1841), der in Wien studiert hatte, elf Kilometer von Winterberg im Böhmerwald entfernt, eine Tafelglashütte, um die sich später die Siedlung Nové Hutě (Kaltenbach) entwickelte. 1809 gelang ihm erstmals die Herstellung von qualitativ einmaligem Kristallglas, das in Härte und Reinheit der englischen Ware überlegen war. Johannes Jetschgo würdigte den Kunstglasfabrikanten 2001 in einem seiner industriegeschichtlichen Werke: „Joseph Meyr verdankt Böhmen seinen Wiederaufstieg zum begehrten Glasland.“
Als  Graf Georg Franz August von Buquoy, der die Herrschaft Buchers innehatte, 1815 den Pachtvertrag nicht mehr verlängerte, um die blühende Glashütte selbst zu betreiben, ging Meyr nach Winterberg und errichtete im Ortsteil Adolf (Adolfov) 1816 die Glasfabrik Adolfshütte, die später unter dem Namen Meyr’s Neffe zur renommiertesten Glasmanufaktur Europas aufstieg. Sein Sohn Johann Meyr vererbte später die Glashüttenbetriebe an Wilhelm Kralik, den Ehemann seiner Nichte, der später als Ritter von Meyrswalden nobilitiert wurde.
Er war verheiratet mit Anna Maria, geborene Reindl, die ihm neun Kinder schenkte.